# Kübassaare
Kübassaare (Duits: Kibbasaar) is een plaats in de Estlandse gemeente Saaremaa, provincie Saaremaa. De plaats heeft de status van dorp (Estisch: küla).
De plaats viel tot in oktober 2017 onder de gemeente Pöide. In die maand werd Pöide bij de fusiegemeente Saaremaa gevoegd.

## Bevolking
Het dorp had 2 inwoners op 31 december 2011 en geen inwoners meer op 31 december 2021.

## Ligging
De plaats ligt op een schiereiland dat ook Kübassaare heet en de zuidoostpunt van het eiland Saaremaa vormt. Het schiereiland ligt in het natuurpark Kübassaare maastikukaitseala (5,1 km²).

## Geschiedenis
Kübassaare werd voor het eerst genoemd in 1645 onder de naam Kübbesahr, een nederzetting op het landgoed van Neuenhof (Uuemõisa). In 1798 werd de plaats onder de naam Kibbasaar een Beihof, een landgoed dat onderdeel uitmaakt van een ander landgoed, in dit geval Neuenhof. In de vroege 20e eeuw was Kübassaare een dorp, maar tijdens de Tweede Wereldoorlog werd het vernield. Bj de gemeentelijke herindeling van 1997 kreeg Kübassaare weer de status van dorp.
Kübassaare heeft een vuurtoren, de Kübassaare tuletorn. De eerste, houten vuurtoren werd in 1916 gebouwd. In 1923 brandde hij af na een blikseminslag. In 1924 kreeg Kübassaare een nieuwe, betonnen vuurtoren. Hij is 18 meter hoog en 2,5 meter in doorsnede.

## Foto's

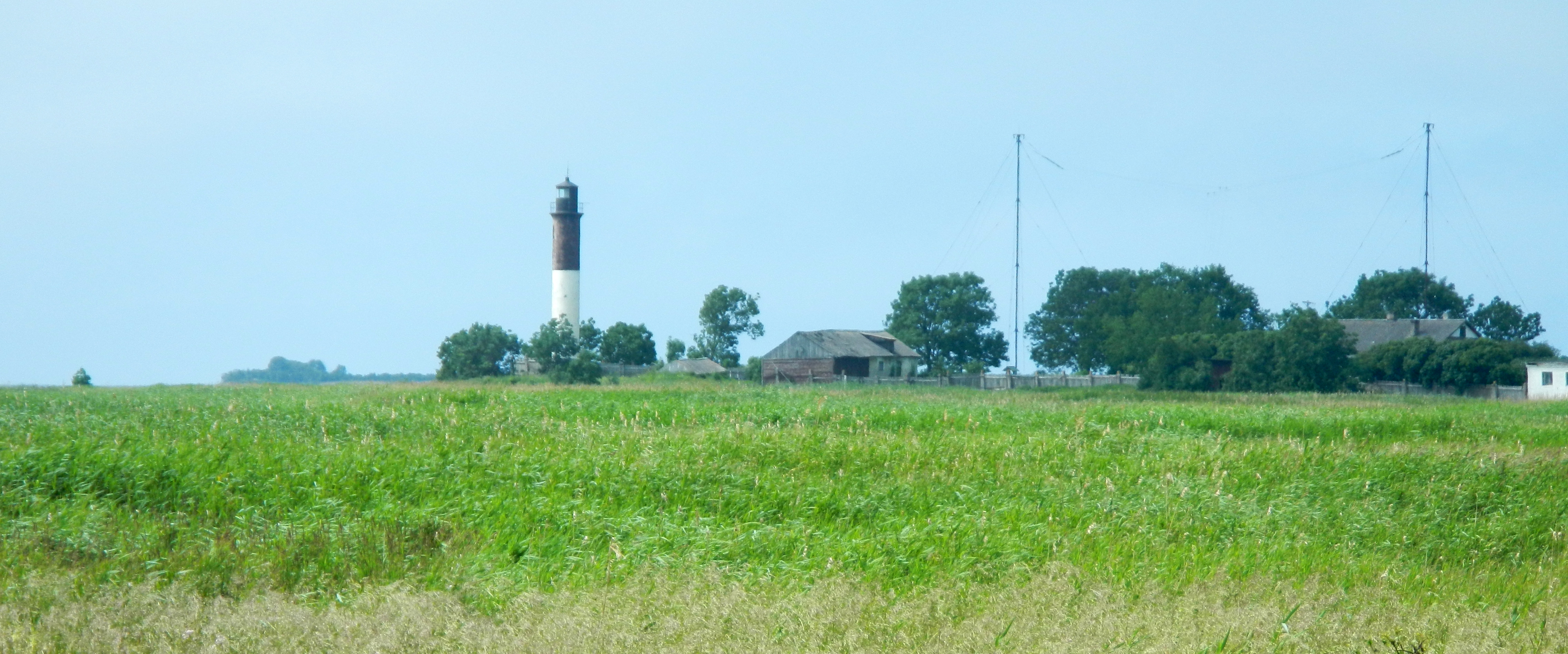
Zicht op het dorp (2012)
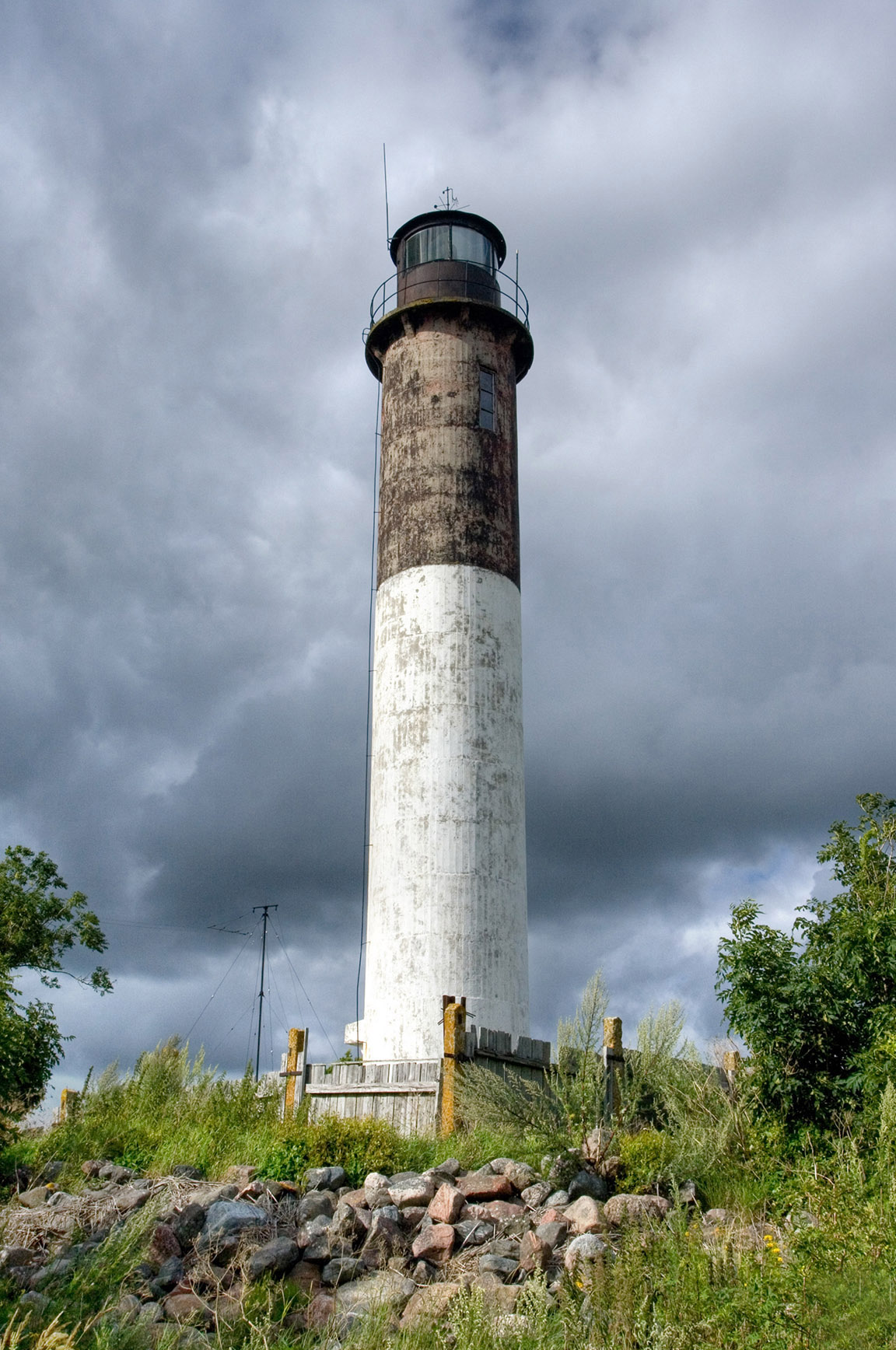
De vuurtoren
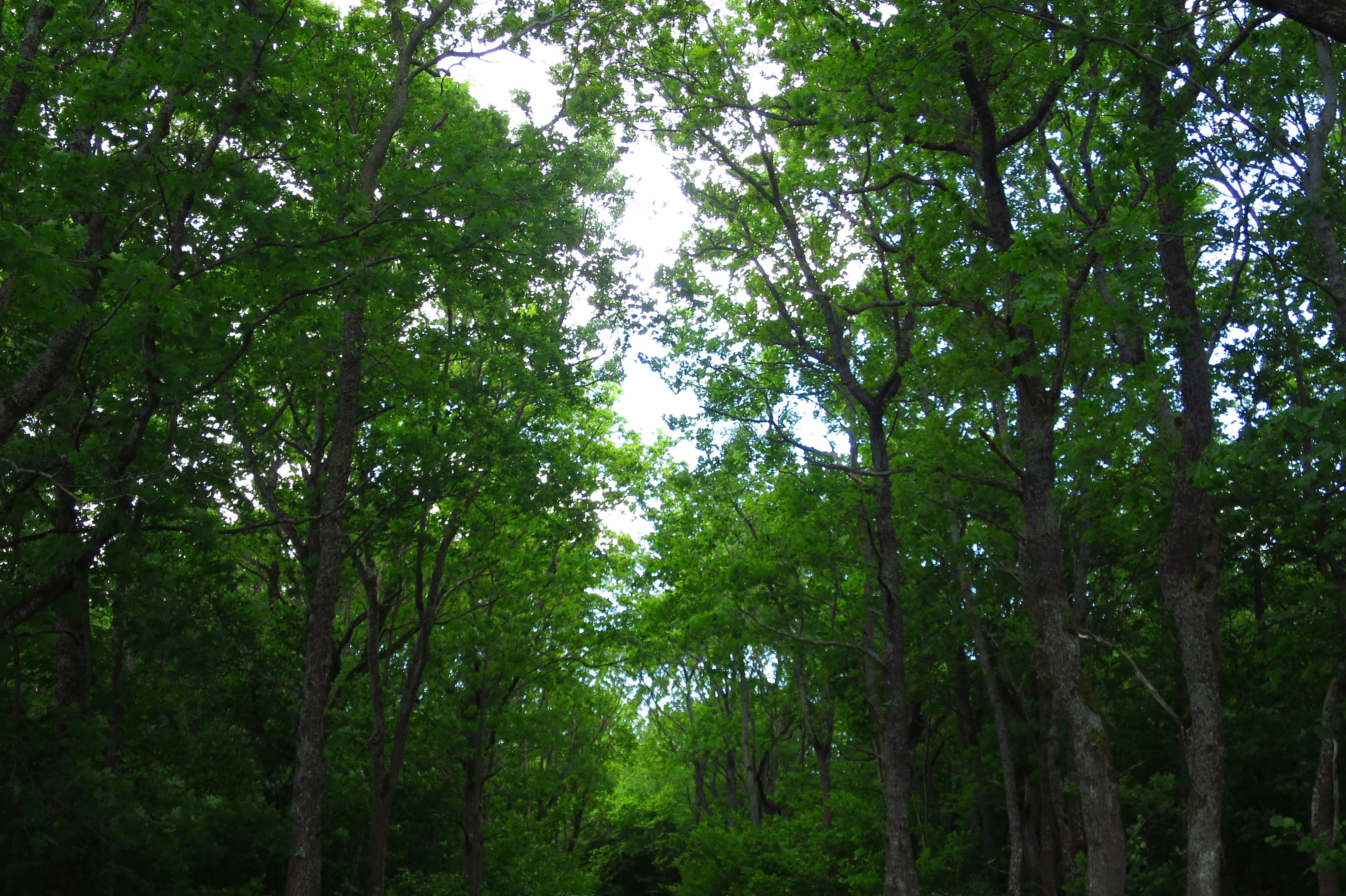
Bos op het schiereiland Kübassaare
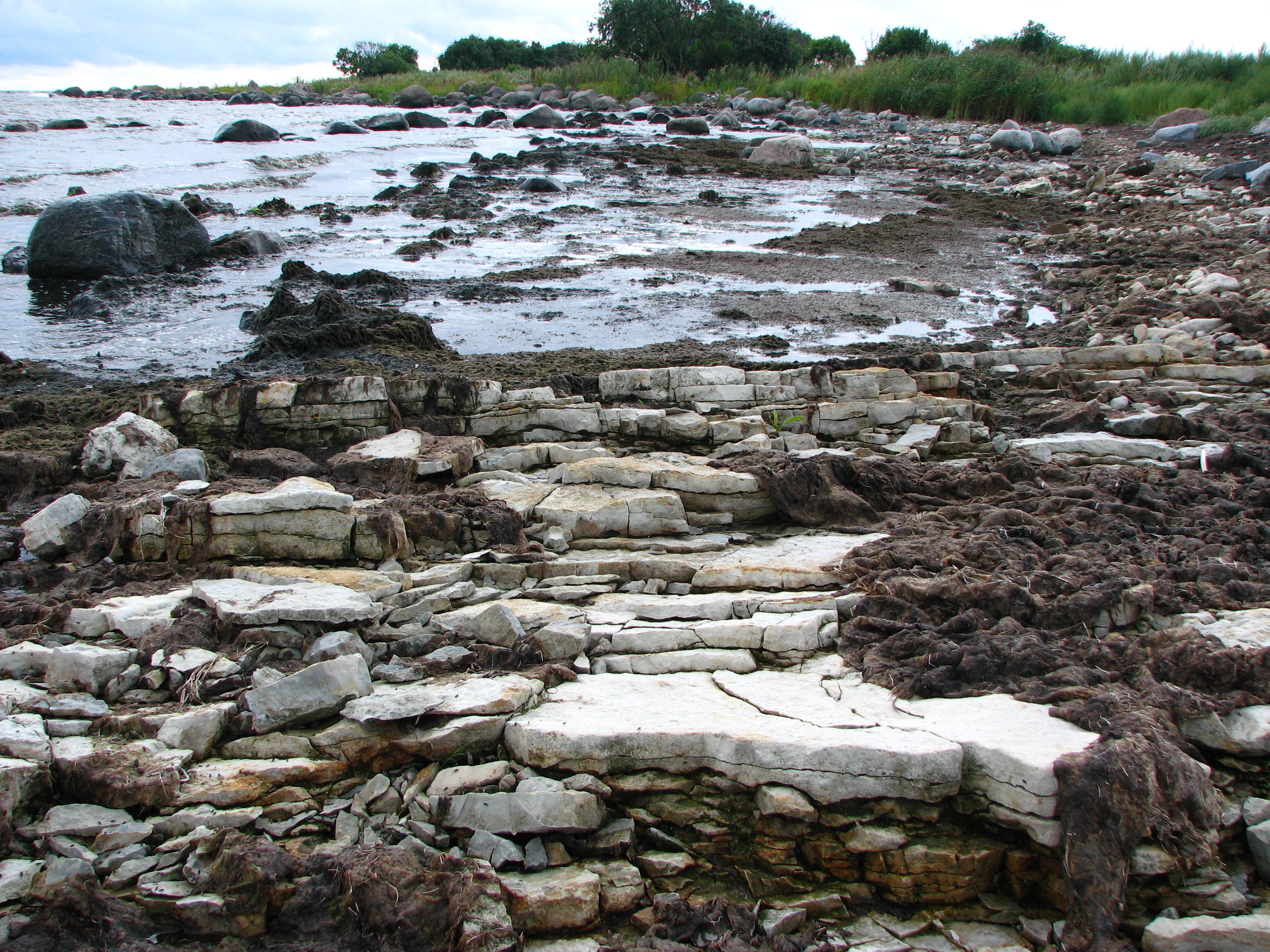
De kust
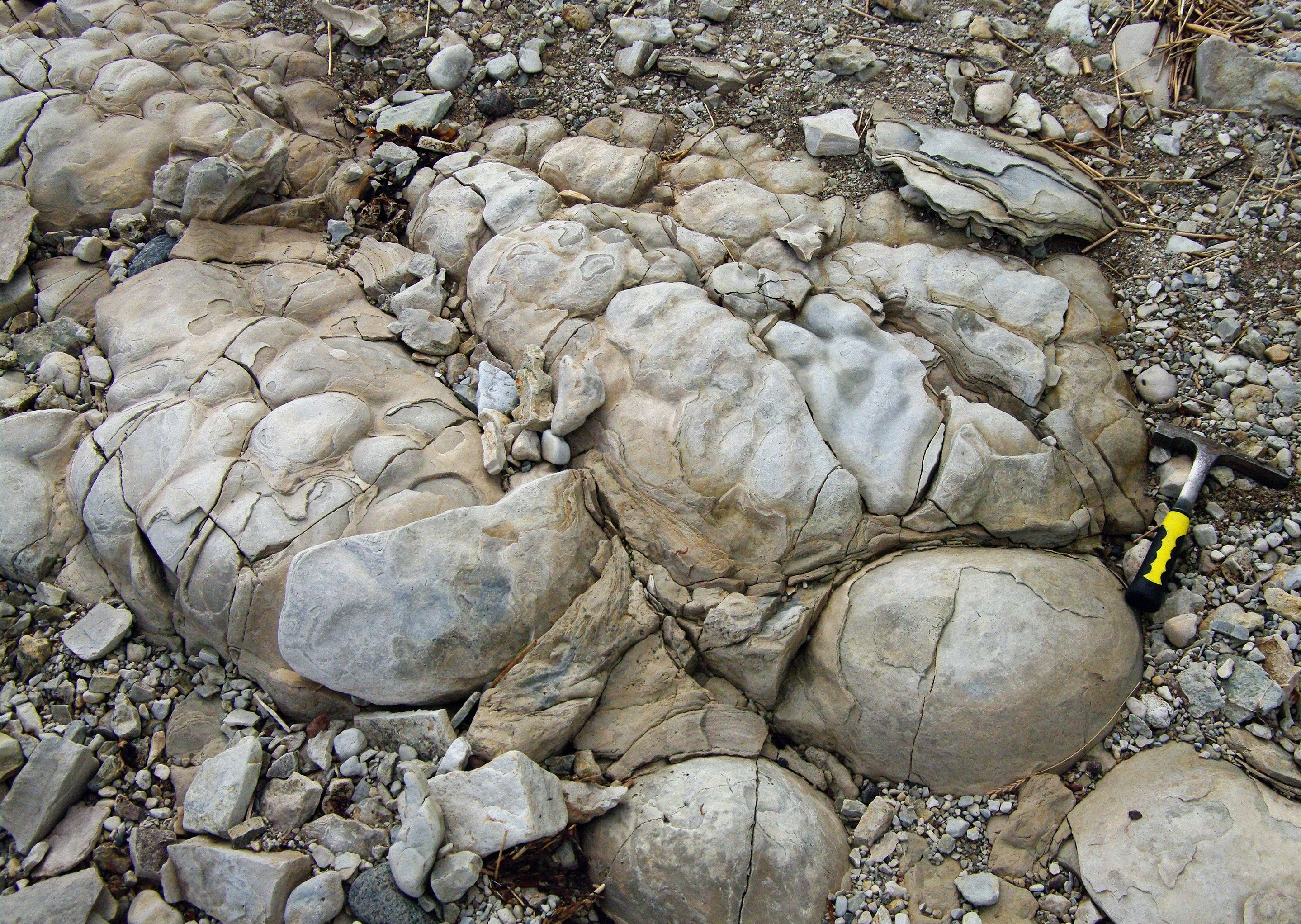
Stromatolieten, gevonden bij Kübassaare